# Торбьёрн Хорнклови
Торбьёрн Хорнклови — норвежский скальд IX века, который, по сведениям позднейших саг, жил при дворе Харальда Прекрасноволосого. В тексте саг сохранились лишь два его сочинения:
- Глимдрапа — драпа (стихотворение), посвящённая Харальду Первому, впервые объединившему Норвегию под своим скипетром. Это старейшее стихотворение на древнескандинавском, посвящённое монарху.
- Храфнсмал/Харальдсквёди — 4-частный диалог между вороном и валькирией, посвящённый восхвалению Харальда Первого.